# 大阪府道・京都府道736号交野久御山線
大阪府道・京都府道736号交野久御山線（おおさかふどう・きょうとふどう736ごう かたのくみやません）は、大阪府交野市から京都府久世郡久御山町に至る一般府道である。

## 概要
大阪府交野市星田北3丁目から京都府久世郡久御山町森に至る。
JR西日本片町線や第二京阪道路と並ぶようにして京阪間をつなぐ。

### 路線データ
- 起点：大阪府交野市星田北3丁目（神出来交差点、大阪府道20号枚方富田林泉佐野線交点）
- 終点：京都府久世郡久御山町森（京滋バイパス森交差点、国道1号上、国道478号交点）

## 歴史
- 1959年（昭和34年）12月18日 - 一般府道交野久御山線を認定[注釈 1]。
- 1984年（昭和59年）3月1日 - 大阪府道番号ヘキサ導入[注釈 2]により、大阪府内が大阪府道146号になる。
- 1994年（平成6年）4月1日 - 越境統一のため大阪府道736号・京都府道736号交野久御山線となる。
- 2009年（平成21年）3月31日 - 起点から倉治南交差点について、新道整備に伴い、旧道が指定解除となる[1]。

## 路線状況

### バイパス
- 八幡市舟小路 - 八幡中代交差点

### 重複区間
- 大阪府道・奈良県道7号枚方大和郡山線（大阪府交野市倉治2丁目・倉治南交差点 - 交野市倉治6丁目・倉治交差点）
- 国道1号（京都府八幡市戸津中代・八幡中代交差点 - 久世郡久御山町森・京滋バイパス森交差点（終点））

### 道路施設

#### 橋梁
- 大阪府
  - 交野橋（天野川、交野市）
  - 新宇治橋（船橋川、枚方市）
- 京都府
  - 東雲橋（防賀川、八幡市、国道1号重複区間内）
  - 木津川大橋（木津川、八幡市 - 久世郡久御山町、国道1号重複区間内）

## 地理

### 通過する自治体
- 大阪府
  - 交野市 - 枚方市
- 京都府
  - 八幡市 - 京田辺市 - 八幡市 - 久世郡久御山町

### 交差する道路
| 交差する道路                                                                                        | 都道府県名 | 市町村名 | 市町村名 | 交差する場所               | 交差する場所                |
| --------------------------------------------------------------------------------------------------- | ---------- | -------- | -------- | -------------------------- | --------------------------- |
| 大阪府道20号枚方富田林泉佐野線                                                                      | 大阪府     | 交野市   | 交野市   | 星田北3丁目                | 神出来交差点 / 起点         |
| 国道168号 / 磐船街道                                                                                | 大阪府     | 交野市   | 交野市   | 天野が原町4丁目            | 交野市消防署前交差点        |
| 国道1号 / 第二京阪道路（一般部）                                                                    | 大阪府     | 交野市   | 交野市   | 青山2丁目                  | 向井田2交差点               |
| 大阪府道・奈良県道7号枚方大和郡山線 / 現道                                                          | 大阪府     | 交野市   | 交野市   | 倉治2丁目                  | 倉治2交差点                 |
| 大阪府道・奈良県道7号枚方大和郡山線 重複区間起点                                                    | 大阪府     | 交野市   | 交野市   | 倉治2丁目                  | 倉治南交差点                |
| 大阪府道・奈良県道7号枚方大和郡山線 重複区間起点                                                    | 大阪府     | 交野市   | 交野市   | 倉治6丁目                  | 倉治交差点                  |
| 国道307号                                                                                           | 大阪府     | 枚方市   | 枚方市   | 津田西町1丁目              | 津田中学校前交差点          |
| 大阪府道144号杉田口禁野線                                                                           | 大阪府     | 枚方市   | 枚方市   | 長尾元町5丁目              | 菅原交差点                  |
| 大阪府道17号枚方高槻線                                                                              | 大阪府     | 枚方市   | 枚方市   | 長尾元町5丁目              | 長尾口交差点                |
| 大阪府道・京都府道735号長尾八幡線                                                                   | 大阪府     | 枚方市   | 枚方市   | 長尾荒阪1丁目              | 新宇治橋交差点              |
| 山手幹線                                                                                            | 京都府     | 八幡市   | 八幡市   | 欽明台（きんめいだい）中央 |                             |
| 国道1号 / 第二京阪道路（一般部）                                                                    | 京都府     | 京田辺市 | 京田辺市 | 松井                       | 京田辺松井交差点            |
| 国道1号 / 第二京阪道路（一般部）                                                                    | 京都府     | 京田辺市 | 京田辺市 | 松井                       | 松井山川                    |
| 京都府道251号富野荘八幡線 京都府道284号八幡京田辺インター線 重複                                    | 京都府     | 八幡市   | 八幡市   | 内里荒場                   | 荒場北交差点                |
| 京都府道282号内里城陽線                                                                             | 京都府     | 八幡市   | 八幡市   | 内里南ノ口                 | 内里南交差点                |
| 国道1号 / 京阪国道 重複区間起点                                                                     | 京都府     | 八幡市   | 八幡市   | 戸津中代                   | 八幡中代交差点              |
| 京都府道281号八幡城陽線                                                                             | 京都府     | 八幡市   | 八幡市   | 戸津蜻蛉尻                 | 八幡戸津交差点              |
| 京都府道22号八幡木津線 / バイパス                                                                   | 京都府     | 八幡市   | 八幡市   | 下奈良蜻蛉尻筋             |                             |
| 京都府道22号八幡木津線                                                                              | 京都府     | 八幡市   | 八幡市   | 下奈良宮ノ道               | 八幡下奈良交差点            |
| 京都府道801号京都八幡木津自転車道線                                                                 | 京都府     | 八幡市   | 八幡市   | 下奈良名越                 |                             |
| 京都府道15号宇治淀線                                                                                | 京都府     | 久世郡   | 久御山町 | 田井                       | 久御山田井交差点            |
| 京都府道81号八幡宇治線                                                                              | 京都府     | 久世郡   | 久御山町 | 森                         | 久御山森交差点              |
| 国道1号 / 京阪国道 重複区間終点 国道1号 / 京滋バイパス（一般部） 国道478号 / 京滋バイパス（一般部） | 京都府     | 久世郡   | 久御山町 | 森                         | 京滋バイパス森交差点 / 終点 |

### 交差する鉄道
- 京阪交野線

### 沿線
- 交野市立体育文化センター
- 交野倉治郵便局
- 交野市立藤が尾小学校
- 交野市立第四中学校
- 交野市立岩船小学校
- 交野市立第一中学校
- 大阪府立交野高等学校
- 交野市総合体育施設 いきいきランド交野
- 交野警察署
- 枚方津田駅前郵便局
- 関西みらい銀行 津田支店
- 池田泉州銀行 津田支店（旧：泉州店『■』）
- JR西日本片町線
  - 津田駅 - 藤阪駅 - 長尾駅
- 京都銀行 津田支店
- アルプラザ枚方
- 枚方東郵便局
- 枚方市立津田小学校
- 枚方市立津田中学校
- 京セラドキュメントソリューションズ 枚方工場
- 大阪府立枚方津田高等学校
- 枚方市立王仁公園
- 枚方市立菅原小学校
- 京阪東ローズタウン
- 有智郷郵便局
- イオン久御山店